# Bowmansville, Pennsylvania
Bowmansville, Pennsylvania (енгл. Bowmansville) насељено је место без административног статуса у америчкој савезној држави Пенсилванија.

## Демографија
По попису из 2010. године број становника је 2.077.
| Група             | 2000.    | 2010.         |
| Белци             | 0 (0,0%) | 1.988 (95,7%) |
| Афроамериканци    | 0 (0,0%) | 11 (0,5%)     |
| Азијати           | 0 (0,0%) | 20 (1,0%)     |
| Хиспаноамериканци | 0 (0,0%) | 39 (1,9%)     |
| Укупно            | 0        | 2.077         |